# Glomus dolichosporum
Glomus dolichosporum är en svampart som beskrevs av M.Q. Zhang & You S. Wang 1997. Glomus dolichosporum ingår i släktet Glomus och familjen Glomeraceae.   Inga underarter finns listade i Catalogue of Life.